# محمد النحاس
محمد بن طلال النحاس هو محافظ سابق للمؤسسة العامة للتأمينات الاجتماعية في المملكة العربية السعودية، تولى هذا المنصب من تاريخ 22-12-1442هـ بموجب الأمر الملكي رقم (73332) وتاريخ 21-12-1442هـ إلى تاريخ 11 رمضان 1444هـ. وكان قبلها يشغل منصب محافظ للمؤسسة العامة للتقاعد بموجب الأمر الملكي رقم (أ/236) وتاريخ 16-11-1437هـ، قبل دمجها في للمؤسسة العامة للتأمينات الاجتماعية.

## التعليم
حاصل على بكالوريوس في العلوم الإدارية عام 1984 من «جامعة الملك سعود»، وأتم برنامج الإدارة التنفيذية عام 1998 من «جامعة ميتشيغان لإدارة الأعمال» في الولايات المتحدة الأميركية.

## الحياة العملية
شغل منصب مدير عام مصرفية الفروع في مصرف الإنماء بين 2008 و2016، وكان عضواً في مجلس إدارة كل من شركة أعمال الطاقة والمياه الدولية "أكوا باور" بين 2016 و2022، والمركز الوطني للتخصيص بين 2017 و2019، وشركة طيبة القابضة، وشركة الشيكات السياحية بين 2001 و2006.
تقلد العديد من المناصب في مجموعة سامبا المالية، منها: مدير إقليمي لفروع المنطقة الوسطى ومدير عام بين 2001 و2008، ورئيس المعاملات المصرفية وفروع التحويلات السريعة، ونائب المدير العام بين 1997 و2001، ونائب مدير عام الموارد البشرية بين 1992 و1997، ومدير أول للمنتجات بين 1989 و1992، ومسؤول منتج ومدير عمليات الخزينة بين 1987 و1989، ومسؤول منتج ومساعد مدير مجموعة الخدمات الإدارية بين 1984 و1987.
أسس برامج دبلوم العلوم المصرفية في معهد الإدارة بين 1992 و1995، وشارك في تدريس العلوم المصرفية في المعهد ذاته بين 1993 و1995.

## مجالس الإدارة
رئيس مجلس إدارة كل من الشركة السعودية للصناعات الدوائية والمستلزمات الطبية "سبيماكو الدوائية" منذ 3 أبريل 2019، «شركة الدمام الدوائية» منذ 2020، و«شركة الاستثمارات الرائدة» منذ 2016، و«شركة أسما كابيتال» منذ 2016، و«شركة رزا العقارية» من 2018، و«الشركة التعاونية للاستثمار العقاري» منذ 2016.
كما أنه عضو مجلس إدارة كل من بنك الرياض، وشركة الاتصالات السعودية «إس تي سي»، والشركة السعودية للصناعات الأساسية "سابك".